# ヨハン・マティーアス・シュペルガー
ヨハネス・マティアス・シュペルガー（Johannes Matthias Sperger, 1750年3月23日 ヴァルティツェ - 1812年5月13日 シュヴェリン）は、南部モラヴィア出身のオーストリアの作曲家。コントラバスのヴィルトゥオーソ。

## 生涯
1767年からウィーンでコントラバス奏者や作曲家としての教育を受け、1777年からプレスブルク大司教の宮廷楽師に採用される。翌1778年からウィーン音楽家協会に入会するかたわら、その演奏会にたびたび自作を掲げて独奏者として出演。1783年から1786年までルートヴィヒ・フォン・エルデーディ伯爵の宮廷礼拝堂の一員となった。1789年にメクレンブルク宮廷楽団の首席コントラバス奏者に着任。
きわめて多作な作曲家として、少なくとも44曲の交響曲とおびただしい数の協奏曲（そのうちコントラバス協奏曲が18曲）のほか、ソナタ、ロンド、舞曲、カンタータ、合唱曲、アリアなどを残す。